# Agatha Award/Bester Roman
Bester Roman (englisch Best Contemporary Novel, bis 2013 Best Novel) ist eine der sechs regulären Kategorien, in denen der amerikanische Literaturpreis Agatha Award von der Malice Domestic Ltd. vergeben wird. Der Preis in dieser Kategorie wird seit 1989 jährlich verliehen; er zeichnet das beste im Vorjahr erschienene zeitgenössische Werk eines Autors aus dem Mystery-Genre, der sich an den Werken der bekannten britischen Kriminalschriftstellerin Agatha Christie (1890–1976) orientiert, aus. Am erfolgreichsten in dieser Kategorie ist die Kanadierin Louise Penny (2007–2010, 2012, 2016–2017, 2020 und 2022), die neunmal ausgezeichnet wurde, vor der US-Amerikanerin Margaret Maron mit fünf Preisen (1992, 1996, 2000, 2011 und 2015).
Die Gewinner des Agatha Awards in der Kategorie Bester Roman sind (die Jahreszahlen beziehen sich auf das Erscheinungsjahr des ausgezeichneten Werkes):
| Jahr | Preisträger         | Romantitel                       | Deutscher Titel                  |
| ---- | ------------------- | -------------------------------- | -------------------------------- |
| 1988 | Carolyn Hart        | Something Wicked                 |                                  |
| 1989 | Elizabeth Peters    | Naked Once More                  | Ein todsicherer Bestseller       |
| 1990 | Nancy Pickard       | Bum Steer                        |                                  |
| 1991 | Nancy Pickard       | I. O. U.                         |                                  |
| 1992 | Margaret Maron      | Bootlegger’s Daughter            | Die Schatten des Südens          |
| 1993 | Carolyn Hart        | Dead Man’s Island                |                                  |
| 1994 | Sharyn McCrumb      | She Walks These Hills            | Schatten über den Bergen         |
| 1995 | Sharyn McCrumb      | If I’d Killed Him When I Met Him |                                  |
| 1996 | Margaret Maron      | Up Jumps the Devil               |                                  |
| 1997 | Kate Ross           | The Devil in Music               | Die Teufelsarie                  |
| 1998 | Laura Lippman       | Butchers Hill                    | Butchers Hill                    |
| 1999 | Earlene Fowler      | Mariner’s Compass                | Die geheime Botschaft            |
| 2000 | Margaret Maron      | Storm Track                      |                                  |
| 2001 | Rhys Bowen          | Murphy’s Law                     | Mord auf Ellis Island            |
| 2002 | Donna Andrews       | You’ve Got Murder                |                                  |
| 2003 | Carolyn Hart        | Letter from Home                 |                                  |
| 2004 | Jacqueline Winspear | Birds of a Feather               |                                  |
| 2005 | Katherine Hall Page | The Body in the Snowdrift        |                                  |
| 2006 | Nancy Pickard       | The Virgin of Small Plains       | Schneeblüte                      |
| 2007 | Louise Penny        | A Fatal Grace                    | Tief eingeschneit                |
| 2008 | Louise Penny        | The Cruelest Month               | Der grausame Monat               |
| 2009 | Louise Penny        | The Brutal Telling               | Wenn die Blätter sich rot färben |
| 2010 | Louise Penny        | Bury Your Dead                   | Heimliche Fährten                |
| 2011 | Margaret Maron      | Three-Day Town                   |                                  |
| 2012 | Louise Penny        | The Beautiful Mystery            | Unter dem Ahorn                  |
| 2013 | Hank Phillippi Ryan | The Wrong Girl                   | Schwarze Wahrheit                |
| 2014 | Hank Phillippi Ryan | Truth Be Told                    |                                  |
| 2015 | Margaret Maron      | Long Upon the Land               |                                  |
| 2016 | Louise Penny        | A Great Reckoning                | Auf keiner Landkarte             |
| 2017 | Louise Penny        | Glass Houses                     | Hinter den drei Kiefern          |
| 2018 | Ellen Byron         | Mardi Gras Murder                |                                  |
| 2019 | Ann Cleeves         | The Long Call                    |                                  |
| 2020 | Louise Penny        | All the Devils Are Here          | Die Reise nach Paris             |
| 2021 | Ellen Byron         | Cajun Kiss of Death              |                                  |
| 2022 | Louise Penny        | A World of Curiosities           | Ein sicheres Zuhause             |
| 2023 | Tara Laskowski      | The Weekend Retreat              |                                  |
| 2024 | Gigi Pandian        | A Midnight Puzzle                |                                  |